# Abrawayaomys
Abrawayaomys é um gênero de roedor da família Cricetidae. Apresenta tamanho médio, e comprimento de cauda pouco menor que o do corpo. O aspecto de sua coloração é amarelo-acinzentada, finamente tracejado de preto.

## Espécies
- Abrawayaomys chebezi Pardiñas, Teta & D'Elía, 2009
- Abrawayaomys ruschii Souza Cunha & Cruz, 1979